# Кылман
Кылман — деревня в Шатровском районе Курганской области. Входит в состав Кодского сельсовета.

## История
До 1917 года в составе Кодской волости Ялуторовского уезда Тобольской губернии. По данным на 1926 год состояла из 56 хозяйств. В административном отношении входила в состав Кодского сельсовета Шатровского района Тюменского округа Уральской области.

## Население
| 1989 | 2002 | 2010 |
| ---- | ---- | ---- |
| 34   | ↘12  | ↘6   |

По данным переписи 1926 года в деревне проживало 237 человек (108 мужчин и 129 женщин), в том числе: русские составляли 100 % населения.